# Torviscosa
Torviscosa (Tor di Zuin en frioulan) est une commune italienne d’environ 3 000 habitants de la province d'Udine, dans la région autonome du Frioul-Vénétie Julienne.
Elle est jumelée avec Champ-du-Drac en France.

## Sport
La ville dispose de plusieurs installations sportives, parmi lesquelles le Stade Beppino Tonello, qui accueille la principale équipe de football de la ville, le Torviscosa Calcio.

## Administration
| Période                                  | Période | Identité | Étiquette | Qualité |
| ---------------------------------------- | ------- | -------- | --------- | ------- |
|                                          |         |          |           |         |
| Les données manquantes sont à compléter. |         |          |           |         |

### Hameaux
Malisana

### Communes limitrophes
Bagnaria Arsa, Cervignano del Friuli, Gonars, Grado, Porpetto, San Giorgio di Nogaro, Terzo d'Aquileia